# امی پوپر
آمی پوپر (۲ ژوئن ۱۹۶۹) یک تروریست اسرائیلی است که به دلیل قتل ۷ نفر در ریشون لتسیون در ۲۰ می ۱۹۹۰ محکوم شد. در این واقعه مردان فلسطینی که در ایستگاه اتوبوسی در ریشون لتسیون حاضر بودند،‌ توسط پوپر کشته و زخمی شدند. او به خاطر این اقدام محاکمه و در ابتدا به حبس ابد محکوم شد که بعداً با عفو ریاست جمهوری به ۴۰ سال کاهش یافت.

## زمینه
آمی پوپر در سال ۱۹۶۹ در ریشون لتسیون اسرائیل به دنیا آمد و در نیروی دفاعی اسرائیل (IDF) خدمت کرده بود تا اینکه از این نیرو اخراج شد. بنا به گزارش‌ها، پوپر به دلیل استفاده نامناسب از سلاح در طول خدمت سربازی خود، جایی که اقدام به خودکشی کرده بود، مجازات شد و به همین دلیل به زندان افتاد.

## قتل‌ها
در ۲۰ مه ۱۹۹۰، پوپر از برادرش که یک سرباز فعال بود، شلوارها و یونیفرم ارتش اسرائیل، یک تفنگ تهاجمی آی‌ام‌آی جلیل و پنج خشاب پر از مهمات را به سرقت برد. حدود ساعت ۶:۱۵ صبح، پوپر گروهی از کارگران عرب فلسطینی که از نوار غزه در ایستگاه اتوبوسی در ریشون لتسیون منتظر بودند را مشاهده کرد. او به گمان عرب بودن آنها خواستار دیدن شناسنامه آنها شد و پس از تأیید عرب بودن آنها دستور داد تا در سه ردیف و روی زانو صف آرایی کنند. گروهی از مسافران یک خودروی عبوری با پلاک غزه نیز متوقف و مجبور به زانو زدن با آنها شدند. پوپر سپس با تفنگ خود تیراندازی کرد و بلافاصله ۷ فلسطینی را کشت و ۱۱ یا ۱۰ نفر دیگر را به شدت مجروح کرد. او سپس با ماشین خود از صحنه گریخت. گزارش‌های فلسطینی حاکی از آن است که پلیس اسرائیل پس از رسیدن به صحنه، قربانیان بازمانده را مورد ضرب و شتم قرار داد. ظرف یک ساعت بعد،‌ او را دستگیر کردند.
فلسطینیان در سرتاسر فلسطین و اسرائیل تظاهرات کردند که منجر به درگیری بین معترضان و نیروهای امنیتی اسرائیل شد. هنگام سرکوب اعتراضات، هفت نفر دیگر از جمله یک پسر ۱۴ ساله کشته شدند. پس از یک هفته درگیری، ۱۹ فلسطینی کشته و حدود ۷۰۰ نفر دیگر مجروح شدند. نخست‌وزیر اسرائیل، اسحاق شامیر این قتل‌ها را به عنوان یک عمل بی‌اهمیت سیاسی دانست، زیرا پوپر «افسرده» شده بود، اما دادگاه سلامت عقل پوپر را تایید کرد و او را شایسته برای محاکمه تشخیص داد. پوپر ابتدا به پلیس گفت که حملات او واکنشی به انتفاضه اول بود، و بعداً ادعا کرد که به دلیل اینکه دوست دخترش تصمیم گرفته او را ترک کند، مضطرب شده است. او همچنین اظهار داشت که در ۱۳ سالگی توسط یک عرب مورد تجاوز قرار گرفته و از شرم و میل به انتقام این قتل‌ها را انجام داده است. دو روز بعد خاخام مئیر کاهان جشنی برای عملیات صورت گرفته در ریشون لتسیون برگزار کرد.

## محکومیت و تبعات آن
پوپر در مارس ۱۹۹۱ به هفت قتل متهم و مجرم شناخته شد و به هفت بار حبس ابد محکوم شد. زمانی که پوپر در زندان بود، مذهبی شد و در ژوئن ۱۹۹۳ با یک زن کانادایی-یهودی از خانواده ای از فعالان کاخ ازدواج کرد. پوپر و همسرش ملاقات‌های زناشویی داشتند و صاحب سه فرزند شدند. در سال ۱۹۹۹، با عفو ریاست جمهوری، مجازات وی به ۴۰ سال زندان کاهش یافت. پوپر ابتدا در زندان ماسیاهو زندانی شد و در سلول تورانی، یک سلول ویژه برای زندانیان مذهبی قرار گرفت. زندانیان آنجا سه بار در روز دعا می‌کنند و بیشتر روز را به مطالعه تورات و دیگر متون مقدس می‌گذرانند.
در ۱۷ ژانویه ۲۰۰۷، در حالی که پوپر در مرخصی ۴۸ ساعته از زندان بود، در یک تصادف رانندگی که به دلیل عبور از خط ثابت و برخورد با ترافیک روبروی ایجاد شد، درگیر شد. در این حادثه همسر و یکی از پسرانش کشته شدند. خود پوپر به‌طور متوسط آسیب دید. پلیس گزارش داد که گواهینامه رانندگی پوپر در سال ۱۹۹۹ منقضی شده بود.
پوپر بعداً دوباره ازدواج کرد و سپس طلاق گرفت. در ماه مه ۲۰۱۳، او با سومین همسرش ازدواج کرد. پس از اینکه پوپر از زندان مرخصی گرفت، این زوج طی مراسمی کوچک در اورشلیم ازدواج کردند. خانواده پوپر دریافت کننده حمایت مالی از سازمان غیردولتی اسراییلی بوده‌اند.

## منبع
1. 1 2 3 4  marks the 26th anniversary of the Oyoun Qara massacre', Ma'an News Agency 19 May 2016.
2. 1 2  Ami Pedahzur, Arie Perliger, Jewish Terrorism in Israel, Columbia University press 2009 p.151-
3. 1 2  Kubovich, Yaniv (2012-10-16). "After bullying Katsav, Jewish terrorist Ami Popper moved to new prison". Haaretz. Archived from the original on 2013-10-14.
4. 1 2  Raanan Ben-Zur,'Ami Popper to be transferred after harassing Katsav in jail', Ynet 15 October 2012.
5. ↑  Eitan Y. Alimi, Hank Johnson, 'Contentious Interactions, Dynamics of interpretations and Radicalization: The Islamization of Palestinian Nationalism', in Dr Stefan Malthaner, Dr Lorenzo Bosi, Dr Chares Demetriou (eds.), Dynamics of Political Violence: A Process-Oriented Perspective on Radicalization and the Escalation of Political Conflict, Ashgate Publishing o.174
6. ↑  Ian Lustick, For the Land and the Lord: Jewish Fundamentalism in Israel, Council on Foreign Relations (1988),1994 p.vii
7. ↑   {{cite book}}: Empty citation (help)
8. ↑  Nur Masalha Imperial Israel and the Palestinians: The Politics of Expansion, Pluto Press 2000 p.160.
9. ↑  Shmulovich, Michal (2013-07-29). "Jewish Israeli seeks 'pardon' like Palestinian prisoners". The Times of Israel. Archived from the original on 2019-06-02.
10. ↑  Ochion, Meir. "Wife, son of Arab workers' murderer die in accident". Ynet. YnetNews.Com. Archived from the original on 2022-12-07.
11. ↑  Doron, Yaron. "Match made in hell: Ami Popper weds mother of abused kids". Ynetnews. Archived from the original on 2023-03-27. Retrieved 27 July 2014.
12. ↑  Uri Blau, 'Haaretz Investigation: U.S. Donors Gave Settlements More Than $220 Million in Tax-exempt Funds Over Five Years', Haaretz 7 December 2015.